# Залужани (Дрогобицький район)
Залужа́ни (до 1946 року Вацевичі) — село в Україні, у Дрогобицькій міській громаді Дрогобицького району Львівської області. Населення становить 787 осіб.

## Релігія
- церква Перенесення мощей Святого Миколая (1904, архітектор Василь Нагірний)

## Економіка
Вівцеферма ТзОВ «Меринос-Захід»

## Відомі люди
Уродженцями села є:
- Іванусів Олег Володимир, науковий та громадський діяч, президент Фундації енциклопедії України в Канаді.
- Володимир Косик — український історик.
- Метик Тарас Михайлович — дрогобицький політичний та партійний діяч. Виконувач обов'язків міського голови Дрогобича у листопаді 2014 — листопаді 2015 року.
- Пастернак Северин Іванович — український геолог і палеонтолог.